# Hotel Saint George
Gli Hotel Saint George sono un gruppo musicale italiano di musica dance creato nel 2001 da Roby Santini (che è anche la voce del progetto) insieme a Vanni G e prodotto in collaborazione con David Bacon.
Il nome Hotel Saint George venne deciso una sera a cena in hotel dai componenti del gruppo, unendo i loro cognomi: "Santini" (Saint) e Giorgilli (George).
Il loro primo singolo è stato Welcome to My Life, che uscì nell'aprile del 2002 e ottenne successo in estate, entrando a far parte di molte compilation.
Il secondo singolo fu invece Never Say Never che esce ad ottobre dello stesso anno e diventa anch'esso una hit: risultò la più alta nuova entrata dance nella classifica di vendita.
Successivamente videro la luce: Lost in You (marzo 2003), Looking for a Good Time (ottobre 2003), la loro prima canzone in italiano Figli delle tenebre (maggio 2004) e You Can Trust in Me (registrato con la ex leader delle Lollipop, Roberta Ruiu, qui sotto lo pseudonimo di Tiffany).
Dopo i successi ottenuti con i singoli, il gruppo pubblicò l'album This Is My Life, contenente sette inediti. 
Dopo anni di silenzio il gruppo tornò sulla M2o Compilation Volume 14 con il singolo Feel the Sun, che si distaccò dallo stile di tutte le altre produzioni (adeguandosi alle sonorità neo dance contemporanee del momento).
Successivamente al singolo, venne pubblicato in digitale nello store di m2o una seconda versione dell'album intitolato Welcome To The Saint George's Hotel, contenente Feel The Sun e The Imperial Suite Megamix, un megamix con i loro pezzi. 
Il singolo più recente è stato pubblicato nell'estate del 2018, intitolato Love U more

## Singoli
- 2002 - Welcome To My Life
- 2002 - Never Say Never
- 2003 - Lost In You
- 2003 - Looking 4 A Good Time
- 2004 - You Can Trust In Me
- 2004 - Figli Delle Tenebre
- 2004 - Un Angelo Blu
- 2005 - I don't Know Why
- 2007 - Feel The Sun
- 2018 - Love U More

## Album
- 2004 - This Is My Life
- 2007 - Welcome To The Saint George's Hotel 2007